# Typophyllum gibbosum
Typophyllum gibbosum är en insektsart som beskrevs av Vignon 1925. Typophyllum gibbosum ingår i släktet Typophyllum och familjen vårtbitare. Inga underarter finns listade i Catalogue of Life.